# Stranci u noći
"Stranci u noći" (eng. Strangers in the Night, njem. Fremde in der Nacht), evergreen pjesma hrvatskog glazbenika Ive Robića iz 1966. godine.
Izvorni naziv pjesme je bio "Ta ljetna noć", koja je odbijena na Splitskom festivalu. Njemački tekstopisac Bert Kaempfert je kasnije komponirao njemački tekst pjesme.
Frank Sinatra je s engleskom inačicom "Strangers in the Night", postigao veliki uspjeh. Na top-ljestvicama Billboard Hot 100 i UK Singles Chart dospjela je na prvo mjesto. Godine 1967., Sinatra je s pjesmom usvojio Grammy nagradu za najbolju pjesmu i za najbolji muški glas.

## Nastanak i autorsko pravo
Ivo Robić skladao je pjesmu za nastup na Splitskom festivalu, no ocjenjivači su je odbili, tako da izvorna pjesma čiji stihovi glase "Ta ljetna noć, na plavom moru..." nije objavljena. Nedugo zatim, Robić prodaje slavnom skladatelju Bertu Kaempfertu, pjesmaricu s notnim zapisima pjesama koje nije objavio, a među njima bio je i tekst pjesme "Stranci u noći". Robić je kasnije objavio mnoge ploče na različitim jezicima, s prodajom od 300.000 primjeraka.
Godine 1966., na istoimenom albumu Jugotona pod serijskim brojem EPY-3779, su Bert Kaempfert i Marija Renota imenovani kao autori teksta.
| 1. | »Stranci u noći«   | Strangers in the Night | 2:39 |
| 2. | »Volim te«         | Love                   | 2:46 |
| 3. | »Lijep je naš dan« | Rot ist Der Wein       | 2:18 |
| 4. | »U nama«           | Fra noi                | 2:45 |

### Pitanja o autorskom pravima
Godine 1982. godine u intervju-u sa Stjepanom Mihaljincem u emisiji "Sve bilo je muzika", Ivo Robić potvrđuje autorsko pravo pjesme.
Mnogi su tvrdili da su pravi autori pjesme. Među njima su:
Avo Uvezian
Avo Uvezian tvrdi da je napisao pjesmu u New Yorku pod imenom "Broken Guitar" (hrv. Pokvarena gitara). 
Pjesmu je predstavio Franku Sinatri nakon tjedan dana, ali mu se nije sviđao naziv pjesme i pretvorio ga je u "Strangers in the Night".
Philippe-Gérard
Francuski skladatelj Michel Philippe-Gérard tvrdi da je melodija plagijat njegove pjesme "Magic Tango" iz 1953. godine.

## Vanjske poveznice
- Stranci u noći na Discogsu (engl.)
- Strangers in the Night na Discogsu (engl.)